# Faudel

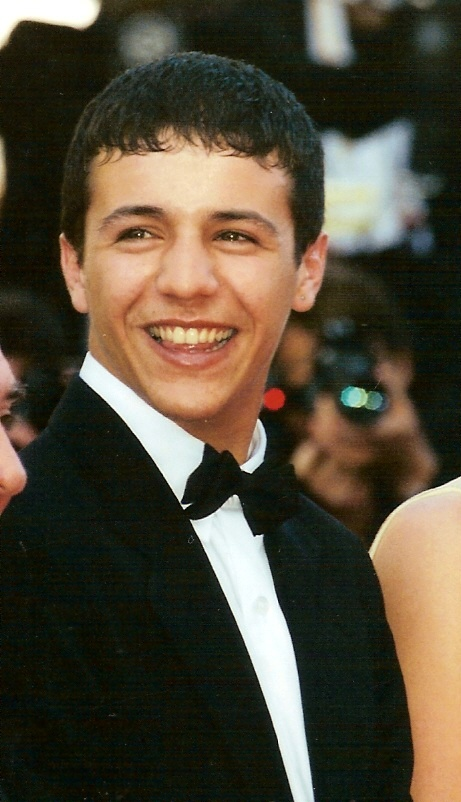
Faudel, 1999

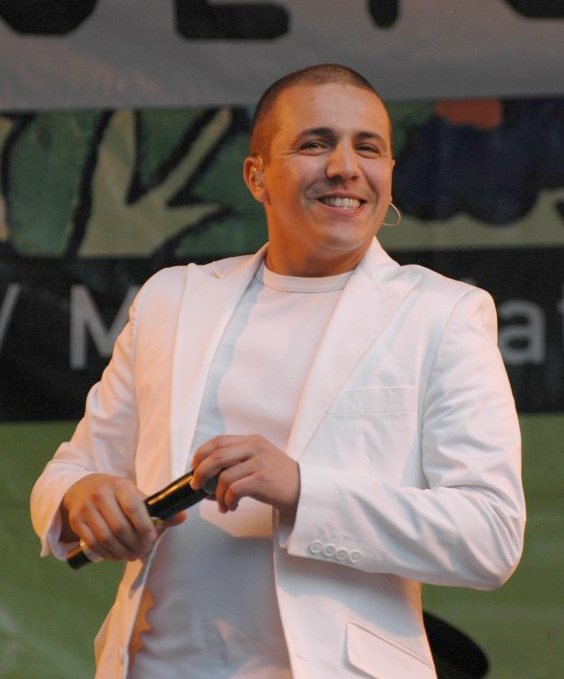
Faudel, Juni 2008

Faudel (arabisch فضيل; * 6. Juni 1978 in Mantes-la-Jolie bei Paris als Faudel Belloua, فضيل بيلوى) ist ein franco-algerischer Raïmusiker und Schauspieler.

## Leben
Faudel wurde im Pariser Vorort Mantes-la-Jolie geboren, wuchs aber in Val-Fourré auf. Sein Vater, der in Chlef (Algerien) geboren wurde, arbeitete als Fabrikangestellter. Seine Mutter wurde in Hennaya (Algerien) geboren und arbeitete als Putzfrau. Sie haben acht Söhne. Faudels Bruder Farès ist ebenfalls Musiker. Faudel gilt als einer der wichtigsten algerischen Interpreten der Gegenwart und wird häufig liebevoll als „petit prince du Raï“ bezeichnet. Sein Debüt-Album, Baida, machte ihn schlagartig berühmt. Unter anderem veröffentlichte er gemeinsam mit Cheb Khaled und Rachid Taha das Livealbum 1 2 3 Soleils.
Faudel ist mit Nicolas Sarkozy befreundet und unterstützte diesen 2007 im Wahlkampf zur französischen Präsidentschaft.

## Diskografie

### Alben
| Jahr | Titel           | Höchstplatzierung, Gesamtwochen, AuszeichnungChartplatzierungen (Jahr, Titel, Platzierungen, Wochen, Auszeichnungen, Anmerkungen) | Höchstplatzierung, Gesamtwochen, AuszeichnungChartplatzierungen (Jahr, Titel, Platzierungen, Wochen, Auszeichnungen, Anmerkungen) | Höchstplatzierung, Gesamtwochen, AuszeichnungChartplatzierungen (Jahr, Titel, Platzierungen, Wochen, Auszeichnungen, Anmerkungen) | Anmerkungen                              |
| Jahr | Titel           | FR | BEW | CH | Anmerkungen                              |
| ---- | --------------- | --- | --- | --- | ---------------------------------------- |
| 1997 | Baïda           | FR25 ×2Doppelgold · (42 Wo.)FR | BEW24 Gold · (11 Wo.)BEW | — | Erstveröffentlichung: 27. Oktober 1997   |
| 1998 | 1, 2, 3 soleils | FR4 (56 Wo.)FR | BEW14 (22 Wo.)BEW | — | mit Rachid Taha & Khaled                 |
| 2001 | Samra           | FR27 (15 Wo.)FR | BEW27 (6 Wo.)BEW | CH75 (4 Wo.)CH |                                          |
| 2003 | Un autre soleil | FR45 (17 Wo.)FR | BEW20 (12 Wo.)BEW | — |                                          |
| 2006 | Mundial corrida | FR6 (47 Wo.)FR | BEW15 (24 Wo.)BEW | CH88 (3 Wo.)CH | Erstveröffentlichung: 15. September 2006 |
| 2007 | L’essentiel     | — | BEW12 (9 Wo.)BEW | — |                                          |
| 2010 | Bled Memory     | FR93 (6 Wo.)FR | — | — | Erstveröffentlichung: 18. Januar 2010    |

Weitere Alben
- 2008: Faudel – Collection Prestige
- 2012: Reve De Nos Peres

### Singles
| Jahr | Titel Album                                   | Höchstplatzierung, Gesamtwochen, AuszeichnungChartplatzierungen (Jahr, Titel, Album, Platzierungen, Wochen, Auszeichnungen, Anmerkungen) | Höchstplatzierung, Gesamtwochen, AuszeichnungChartplatzierungen (Jahr, Titel, Album, Platzierungen, Wochen, Auszeichnungen, Anmerkungen) | Höchstplatzierung, Gesamtwochen, AuszeichnungChartplatzierungen (Jahr, Titel, Album, Platzierungen, Wochen, Auszeichnungen, Anmerkungen) | Anmerkungen                             |
| Jahr | Titel Album                                   | FR | BEW | CH | Anmerkungen                             |
| ---- | --------------------------------------------- | --- | --- | --- | --------------------------------------- |
| 1998 | Tellement N’brick (Tellement je t’aime) Baïda | FR14 Silber · (33 Wo.)FR | — | — |                                         |
| 1998 | Abdel Kader (Live à Bercy) 1, 2, 3 soleils    | FR6 Silber · (21 Wo.)FR | BEW36 (1 Wo.)BEW | — | mit Rachid Taha & Khaled                |
| 1998 | Dis-moi... Baïda                              | FR5 Gold · (22 Wo.)FR | BEW5 Gold · (18 Wo.)BEW | — | Erstveröffentlichung: 9. November 1998  |
| 1999 | Comme d’habitude 1, 2, 3 soleils              | FR40 (9 Wo.)FR | BEW40 (1 Wo.)BEW | — | mit Rachid Taha & Khaled                |
| 1999 | Baïda                                         | FR49 (10 Wo.)FR | — | — |                                         |
| 2001 | Lila Samra                                    | FR27 (13 Wo.)FR | — | — |                                         |
| 2001 | La main dans la main Samra                    | FR21 (17 Wo.)FR | — | — | Original: Mustafa Sandal – Araba        |
| 2003 | Je veux vivre Un autre soleil                 | FR6 (29 Wo.)FR | BEW10 (19 Wo.)BEW | CH71 (13 Wo.)CH | Erstveröffentlichung: 28. August 2003   |
| 2004 | Je n’ai que mon cœur –                        | FR70 (7 Wo.)FR | — | — | Erstveröffentlichung: 18. Oktober 2004  |
| 2006 | Mon pays Mundial corrida                      | FR1 (61 Wo.)FR | BEW1 Gold · (28 Wo.)BEW | CH19 (17 Wo.)CH | Erstveröffentlichung: 13. November 2006 |

## Auszeichnungen für Musikverkäufe
| Goldene Schallplatte - Frankreich - 1999: für das Videoalbum 1, 2, 3 soleils |

Anmerkung: Auszeichnungen in Ländern aus den Charttabellen bzw. Chartboxen sind in ebendiesen zu finden.
| Land/RegionAuszeichnungen für Musikverkäufe (Land/Region, Auszeichnungen, Verkäufe, Quellen) | Silber     | Gold     | Platin | Verkäufe | Quellen                     |
| -------------------------------------------------------------------------------------------- | ---------- | -------- | ------ | -------- | --------------------------- |
| Belgien (BRMA)                                                                               | —          | 3× Gold3 | —      | 75.000   | ultratop.be                 |
| Frankreich (SNEP)                                                                            | 2× Silber2 | 4× Gold4 | —      | 710.000  | infodisc.fr snepmusique.com |
| Insgesamt                                                                                    | 2× Silber2 | 7× Gold7 | —      |          |                             |

## Filmografie
- 1999: Jésus (französischer Fernsehfilm, Regie: Serge Moati)
- 2000: Le battement d’ailes du papillon (mit Audrey Tautou)
- 2001: Sami (französische Fernsehserie)
- 2004: Bab el web (Regie: Merzak Allouache)